# Первосинюхинское сельское поселение
Первосинюхинское сельское поселение — муниципальное образование в составе Лабинского района Краснодарского края России.
В рамках административно-территориального устройства Краснодарского края ему соответствует Первосинюхинский сельский округ.
Административный центр — хутор Первая Синюха.

## Население
| 2010  | 2012  | 2013  | 2014  | 2015  | 2016  | 2017  |
| ----- | ----- | ----- | ----- | ----- | ----- | ----- |
| 1858  | ↗1863 | ↘1846 | ↘1823 | ↘1790 | ↘1745 | ↘1718 |
| 2018  | 2019  | 2020  | 2021  | 2023  |       |       |
| ↘1674 | ↘1660 | ↘1655 | ↘1328 | ↘1269 |       |       |

## Населённые пункты
В состав сельского поселения (сельского округа) входят 6 населённых пунктов:
| № | Населённый пункт | Тип населённого пункта | Население (чел.) |
| - | ---------------- | ---------------------- | ---------------- |
| 1 | Первая Синюха    | хутор                  | ↘1709            |
| 2 | Братский         | хутор                  | ↘6               |
| 3 | Некрасов         | хутор                  | ↘33              |
| 4 | Бочаров          | хутор                  | ↗25              |
| 5 | Лукин            | хутор                  | ↘3               |
| 6 | Заря             | хутор                  | ↘82              |